# A20 (autoestrada)
A   A 20  - Circular Regional Interior do Porto (CRIP) é uma auto-estrada portuguesa que contorna por norte e por nascente a cidade do Porto. Integra na maior parte da sua extensão a Via de Cintura Interna (circular do Porto) e na restante serve de acesso leste à cidade do Porto para o tráfego que vem de sul, através das auto-estradas   A 1 ,   A 29  e   A32 .
O primeiro troço da   A 20  ficou concluído em 1989, com o prolongamento da já então Via de Cintura Interna entre o Nó de Francos e o Amial. Na altura já estavam adiantados os planos e estudos para a construção de uma nova ponte sobre o rio Douro, na zona oriental da cidade, por onde deveria passar a futura auto-estrada principal de ligação a Lisboa, substituindo a já muito congestionada Ponte da Arrábida. Em 1994, a VCI é prolongada até às Antas, engolindo a Avenida de D. João II e substituindo a rotunda da Praça de D. Manuel I, a meio da Avenida Fernão de Magalhães, por um nó rodoviário. No ano seguinte são concluídos os acessos à auto-estrada do norte e é inaugurada a Ponte do Freixo, sendo a VCI prolongada até lá, para receber o trânsito que vinha de Sul.
Depois da sua conclusão, e com a revisão do Plano Rodoviário Nacional, a agora   A 20  ficou com várias denominações: entre Pedroso e a Ponte do Freixo era o   IP 1 , entre o Freixo e as Antas   IP 1  e IC 23 e daí até Francos apenas IC 23. Alguns anos depois, com a actualização da rede nacional de auto-estradas, todos estes troços foram classificados com a denominação actual. No entanto, a sinalização pouco se alterou e actualmente ainda poucos sinais indicam a   A 20 .
Além da sua natural importância como semi-circular ao Porto, é, de momento, a principal ligação entre as cidades a norte e a sul da cidade.
É concessionada pela AEDL, a quem foi atribuída a Concessão Douro Litoral.
Traçado da A 20 no Google Maps e fotografias do Google StreetView

## Estado dos troços
|     | Troço                               | Situação             | km  |
| --- | ----------------------------------- | -------------------- | --- |
|     | Carvalhos ( A 1 ) - Ponte do Freixo | Em serviço (1995)    | 8,0 |
| VCI | Ponte do Freixo                     | Em serviço (09/1995) | 0,8 |
| VCI | Ponte do Freixo - Antas             | Em serviço (1995)    | 3,1 |
| VCI | Antas - Amial                       | Em serviço (1994)    | 2,8 |
| VCI | Amial - Nó de Francos ( A 28 )      | Em serviço (1989)    | 2,1 |

## Perfil

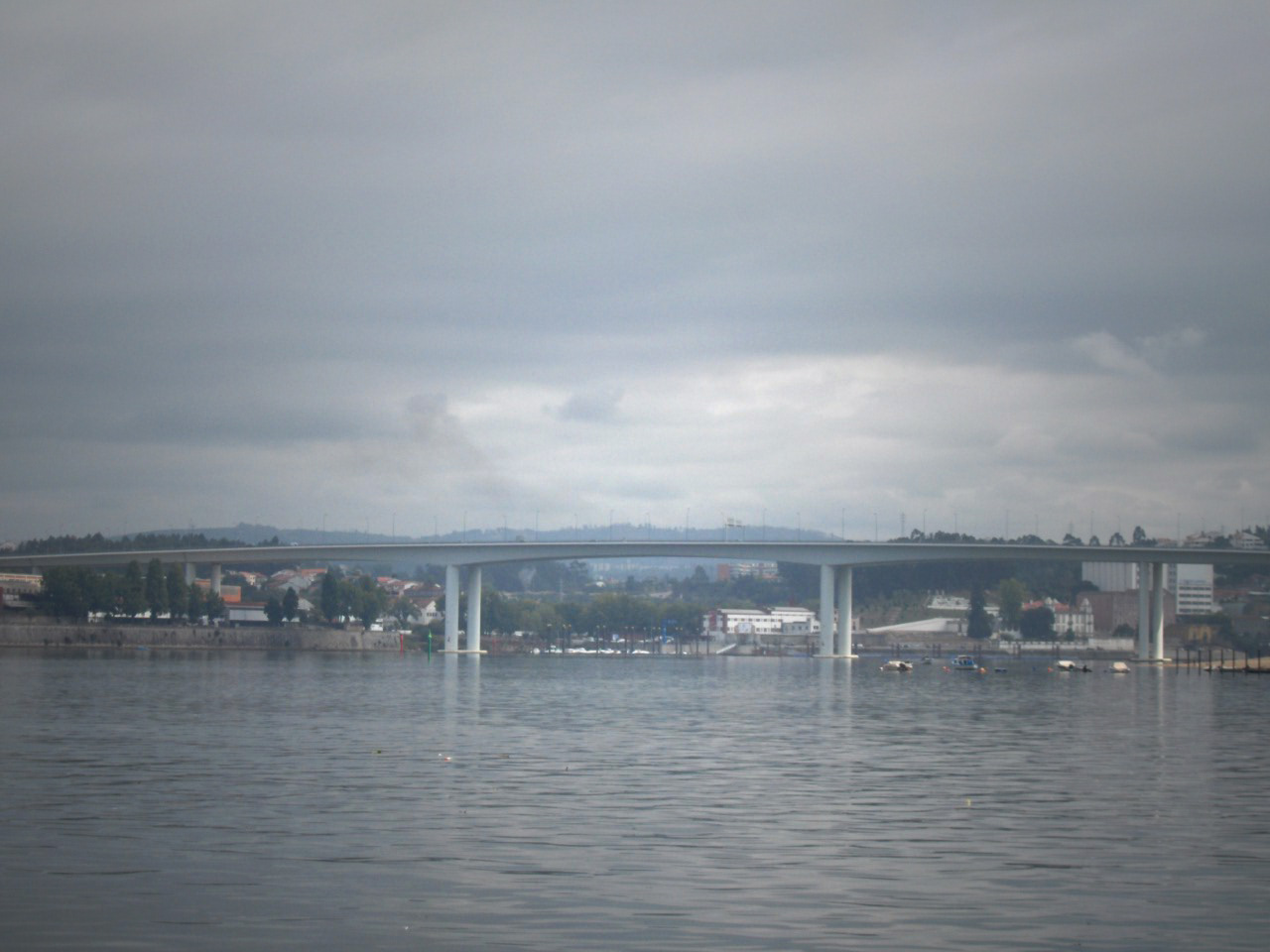
Ponte do Freixo.

| Troço                                 | Perfil | Extensão |
| ------------------------------------- | ------ | -------- |
| Pedroso A 1 - Vilar de Andorinho A 29 |        | 2 km     |
| A 29 - Ponte do Freixo                |        | 6 km     |
| Ponte do Freixo                       |        | 1 km     |
| Ponte do Freixo - Nó de Francos       |        | 8 km     |

## Saídas

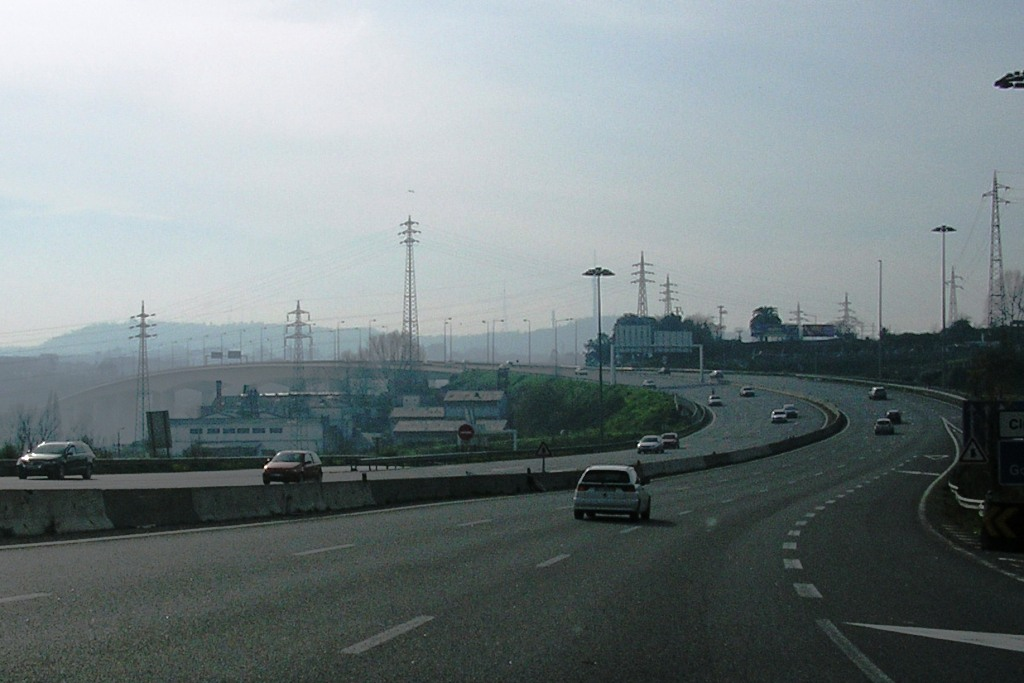
Troço na A 20, antes da Ponte do Freixo

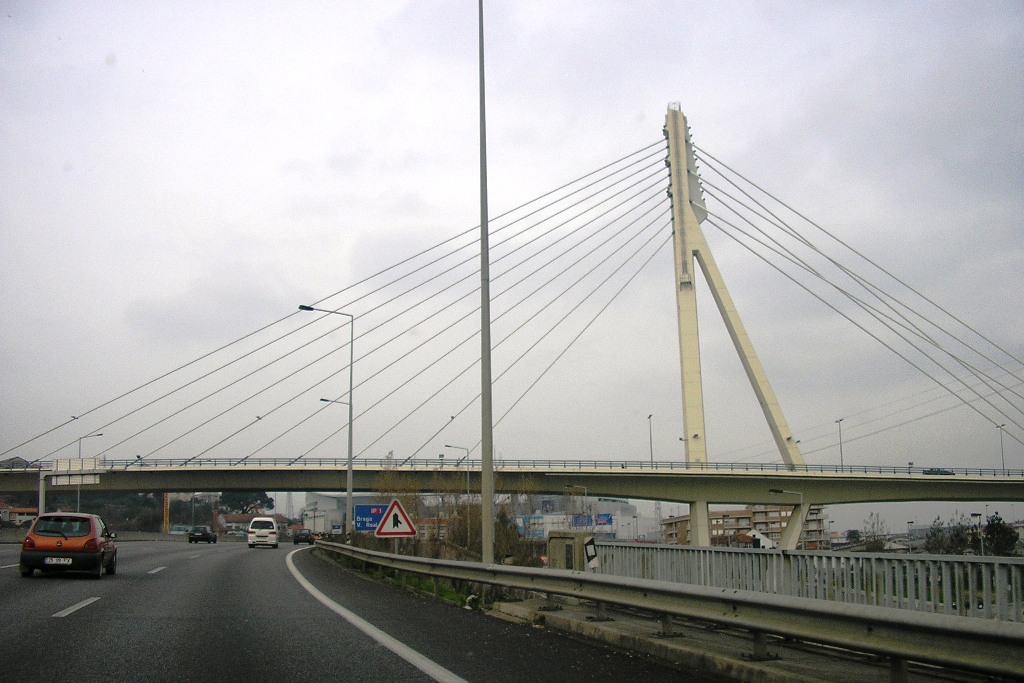
Viaduto sobre a A 20, junto ao nó de Campanhã.

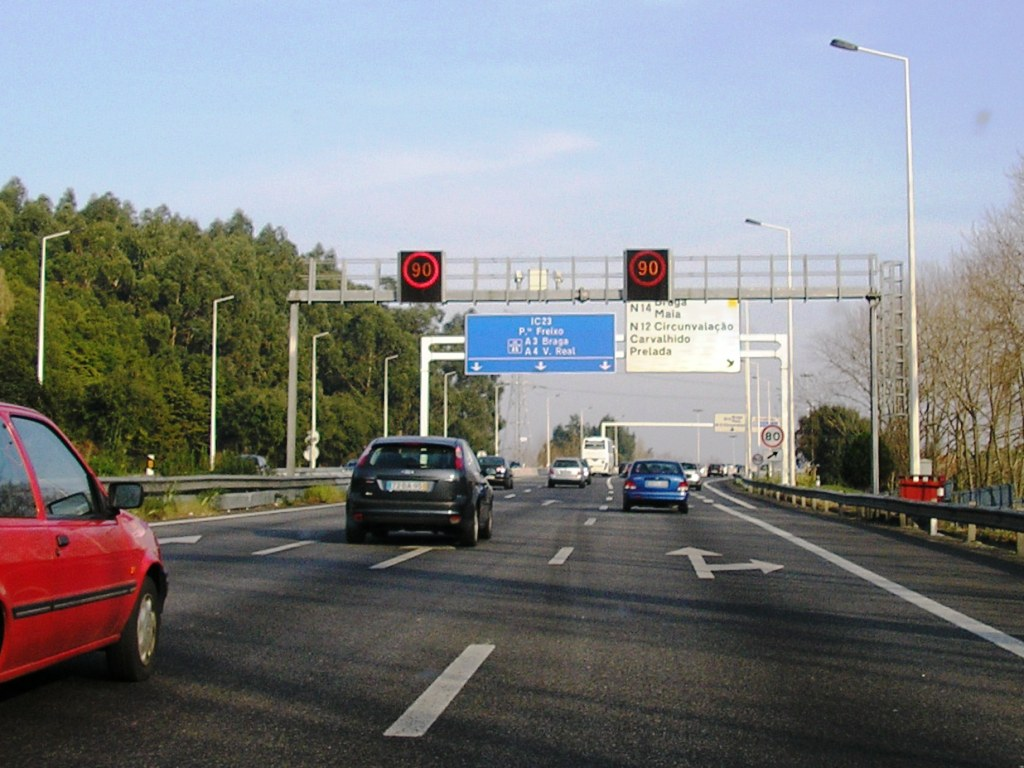
Nó do Regado, de ligação à Via Norte.

### Pedroso - Francos
|  |         |    | Saída                                                       | Estrada que liga |
|  | ------- | -- | ----------------------------------------------------------- | ---------------- |
|  | km 0    |    | Carvalhos                                                   | A 1              |
|  | km 1    | 1  | Ol. Azeméis Feira por A 32                                  | A 32             |
|  | km 2    | 2  | Aveiro Espinho / Canelas hospital                           | A 29             |
|  | km 3    | 3  | Gaia (Av. República) Vilar de Andorinho Castelo de Paiva    | N 222            |
|  | km 7    | 4  | Gaia (centro) Oliveira do Douro                             | A 44             |
|  | km 7    |    | Início do troço comum à VCI                                 |                  |
|  | km 9    | 5  | Porto (Freixo) / Entre-os-Rios Gondomar                     | N 12 / A 43      |
|  | km 10   | 6  | Campanhã S. Roque                                           |                  |
|  | km 11   | 7  | mercado abastecedor Estádio do Dragão                       |                  |
|  | km 12   | 8  | Areosa / Antas Av. Fernão Magalhães                         |                  |
|  | km 13   | 9  | Braga Valença A 4 Vila Real                                 | A 3              |
|  | km 13   | 10 | Porto (centro) Paranhos                                     |                  |
|  | km 14   | 11 | Amial Arca d' Água                                          |                  |
|  | km 15   | 12 | Maia Carvalhido / Prelada                                   | N 14             |
|  | km 16   | 13 | Viana do Castelo / Matosinhos Porto (centro - Av. Boavista) | A 28             |
|  | km 16,8 |    | direcção Ponte da Arrábida                                  | A 28 - VCI       |